# Basile Essa Mvondo
Basile Essa Mvondo (ur. 19 kwietnia 1978) – kameruński piłkarz występujący na pozycji pomocnika.

## Kariera klubowa
Mvondo karierę rozpoczynał w 1995 roku w zespole Aigle Nkongsamba. Następnie grał w zespołach czwartej ligi francuskiej – Stade Beaucairois oraz Valenciennes FC, a także w CO Châlons-en-Champagne z piątej ligi. W 2004 roku przeszedł do malezyjskiego Peraku, gdzie spędził sezon 2004. W sezonie 2005 grał w singapurskim Woodlands Wellington. W 2006 roku odszedł do indonezyjskiej Aremy Cronus, z którą w tym samym roku zdobył Puchar Indonezji. W 2007 roku zakończył karierę.

## Kariera reprezentacyjna
W latach 1995–1996 w reprezentacji Kamerunu Mvondo rozegrał 8 spotkań. W 1996 roku został powołany do kadry na Puchar Narodów Afryki. Nie zagrał jednak na nim w żadnym meczu, a Kamerun zakończył turniej na fazie grupowej.